# Princesse Daisy
Pour l’article homonyme, voir Princesse Daisy (téléfilm).
Pour les articles homonymes, voir Daisy.
 (mars 2021).
La mise en forme du texte ne suit pas les recommandations de Wikipédia : il faut le « wikifier ».
Les points d'amélioration suivants sont les cas les plus fréquents. Le détail des points à revoir est peut-être précisé sur la page de discussion.
- Les titres sont pré-formatés par le logiciel. Ils ne sont ni en capitales, ni en gras.
- Le texte ne doit pas être écrit en capitales (les noms de famille non plus), ni en gras, ni en italique, ni en « petit »…
- Le gras n'est utilisé que pour surligner le titre de l'article dans l'introduction, une seule fois.
- L'italique est rarement utilisé : mots en langue étrangère, titres d'œuvres, noms de bateaux, etc.
- Les citations ne sont pas en italique mais en corps de texte normal. Elles sont entourées par des guillemets français : « et ».
- Les listes à puces sont à éviter, des paragraphes rédigés étant largement préférés. Les tableaux sont à réserver à la présentation de données structurées (résultats, etc.).
- Les appels de note de bas de page (petits chiffres en exposant, introduits par l'outil «  Source ») sont à placer entre la fin de phrase et le point final[comme ça].
- Les liens internes (vers d'autres articles de Wikipédia) sont à choisir avec parcimonie. Créez des liens vers des articles approfondissant le sujet. Les termes génériques sans rapport avec le sujet sont à éviter, ainsi que les répétitions de liens vers un même terme.
- Les liens externes sont à placer uniquement dans une section « Liens externes », à la fin de l'article. Ces liens sont à choisir avec parcimonie suivant les règles définies. Si un lien sert de source à l'article, son insertion dans le texte est à faire par les notes de bas de page.
- La présentation des références doit suivre les conventions bibliographiques. Il est recommandé d'utiliser les modèles {{Ouvrage}}, {{Chapitre}}, {{Article}}, {{Lien web}} et/ou {{Bibliographie}}. Le mode d'édition visuel peut mettre en forme automatiquement les références.
- Insérer une infobox (cadre d'informations à droite) n'est pas obligatoire pour parachever la mise en page.

Pour une aide détaillée, merci de consulter Aide:Wikification.
Si vous pensez que ces points ont été résolus, vous pouvez retirer ce bandeau et améliorer la mise en forme d'un autre article.
 (mars 2021).
Si vous disposez d'ouvrages ou d'articles de référence ou si vous connaissez des sites web de qualité traitant du thème abordé ici, merci de compléter l'article en donnant les références utiles à sa vérifiabilité et en les liant à la section « Notes et références ».
La princesse Daisy (デイジー姫 deijī hime), appelée plus simplement Daisy, est un personnage de fiction appartenant à la série Super Mario de Nintendo. Créée à l'origine par Gunpei Yokoi, Daisy est la princesse de Sarasaland. Elle est un personnage important de la franchise Mario.

## Description

### Apparence
Le premier design de Daisy nait avec le jeu Super Mario Land. Les artworks la représente avec une peau claire, des cheveux orangés qui dépassent sa taille et des yeux noirs. Sa couronne est rouge avec un motif floral en son centre, elle porte des boucles d'oreilles en forme de fleurs de couleur blanche avec un centre noir et une broche en forme de fleur. Sa robe est jaune avec des motifs blancs en bas et est ornée d'une ceinture blanche au niveau de la taille. Le col de sa robe a une ouverture en forme de pétale, tout comme les ouvertures au niveau des épaules. Daisy porte des gants courts qui ont également une ouverture en forme de pétale.

#### Adulte
Depuis Mario Party 4, Daisy a été entièrement redessinée et garde ce design depuis. Elle a les yeux bleus, la peau claire, une corpulence moyenne et des cheveux tirant sur le orange. Elle est parfois représentée avec des cheveux plus sombres, des cheveux titian et une peau légèrement foncée. De plus, Daisy est décrite comme étant très jeune et ses caractéristiques néoténiques correspondent à cette description. Elle a les joues rondes, un nez en bouton, de fines lèvres orange et de grands yeux ronds avec deux cils noirs épais sur les côtés. Ses cheveux s'arrêtent au niveau des épaules avec un style renversé et une frange séparée. Elle a un poids moyen et une taille moyenne comparés aux autres personnages de Mario, étant plus petite que Peach mais plus grande que Luigi et se situant généralement au milieu des classes de poids de la série Mario Kart. Daisy est représentée par les couleurs jaune, orange et verte. Elle porte généralement une robe longue jaune avec des accents orangés. Les détails de la robe incluent des manches bouffantes avec des ouvertures blanches en forme de pétale, un col blanc en forme de pétale, des paniers orange à la taille et des volants orange à l'ouverture de sa robe. Ses accessoires comprennent des gants courts blancs avec des ouvertures en forme de pétale, des talons orange, une couronne en or avec des bijoux rouges sur les côtés, des boucles d'oreilles en forme de fleur et une broche en forme de fleur; ses bijoux sont coordonnés avec des gemmes vertes et des jantes blanches en forme de pétales.

#### Bébé
Daisy en version bébé apparaît pour la toute première fois dans Mario Kart Wii en tant que personnage léger à débloquer. Elle a les mêmes yeux bleus que sa version adulte avec deux cils noirs sur les côtés, un nez en bouton, une silhouette mince et est très légère. Les cheveux de Bébé Daisy sont très semblables à ceux de la princesse Daisy normale, à la fois en style et en couleur. Sa coiffure consiste en une frange en deux parties, qui ont une extrémité renversée de chaque côté de la frange par rapport à deux de la princesse adulte Daisy. Bébé Daisy a des cheveux jusqu'au cou qui volent vers le haut à la fin d'une manière beaucoup plus courte que celle de Princess Daisy. Mis à part ces différences mineures, les styles sont presque identiques. Avec une tenue inspirée du design actuel de Princess Daisy, Bébé Daisy se présente sous une chemise de ville jaune avec un bas jaune clair et un collant blanc. Au bas de sa chemise sont deux dessins en forme de cercle; à la fois orange et se chevauchant. Le collier de Bébé Daisy est basé sur les volants floraux originaux de la princesse Daisy. Une paire de chaussures habillées rouge-orange est également sur ses chaussures. Pour couronner le tout, la broche fleurie et la couronne de bijoux en or de la princesse Daisy. La couronne de Bébé Daisy est grosse par rapport à la princesse adulte Daisy et elle bascule sur le côté de sa tête. La couronne semble plus grosse que d'habitude pour correspondre au fait qu'elle est la forme infantile de sa version adulte. Elle a également les joues roses. Sa sucette est dorée. Elle a également de grands yeux bleus avec deux cils épais, comme son homologue adulte. Les vêtements pour Bébé Daisy ont les mêmes couleurs que la robe principale actuelle de la princesse Daisy adulte

### Prénom
Le prénom Daisy est la traduction anglaise du mot "marguerite" en français. Daisy est appelée dans le monde entier avec le même prénom. Le livret d'instructions de Super Mario Land appelle Daisy "Daisy Princess" à la treizième page, même si son nom officiel est "Princess Daisy" (comme on le voit ailleurs dans le manuel). Cela est probablement dû au style japonais du nom de Daisy, Deiji-hime, qui place le mot "Daisy (Deiji)" avant le mot "Princesse (hime)". La marguerite symbolise l'innocence et la confiance. La marguerite est également associée à l'enfance et à la pureté

### Rôle
À ses débuts, Daisy est conçu comme un PNJ et un personnage secondaire. Pour la création du jeu Super Mario Land, qui est le premier jeu où apparait Daisy, le producteur Gunpei Yokoi souhaitait recréer le sentiment de Super Mario Bros. de 1985, avec une aventure qui se déroulait dans un monde distinct du Royaume Champignon. C'est pourquoi la princesse Daisy a été créée pour jouer le rôle de jeune fille en détresse dans le nouveau cadre : Sarasaland. Elle a également été une demoiselle en détresse dans d'autres jeux. Dans le jeu Mario Super Sluggers, Daisy est transformée en statue par Bowser Jr. et doit être sauvée par le joueur. Daisy doit être secourue par Mario dans le mode "Remix 10" du jeu Super Mario Run afin d'être débloquée comme personnage jouable.
Après Super Mario Land, Daisy fut réutilisée pour être l'homologue de la Princesse Peach qui était le seul personnage féminin dans l'univers de Mario. L'objectif était que Peach puisse avoir un partenaire pour les jeux se jouant en équipe, notamment pour le jeu Mario Kart Double-Dash!!. La description de Daisy sur le site de Mario Party 6 appuie l'idée que Daisy sert de partenaire pour Peach.
Toutefois, contrairement à l'idée de départ, Daisy finira par devenir un personnage féminin qui contrastera avec son rôle d'origine. Plutôt que d'être une demoiselle en détresse, Daisy incarnera finalement un rôle opposé, celui de la femme forte et indépendante, doublée d'un esprit de compétition et qui est également héroïque.

### Caractère
Daisy est une jeune fille énergique, joyeuse et sympathique, et elle est reconnue pour être aventureuse. En dépit de sa douceur et de sa beauté, la princesse Daisy est souvent perçue comme un garçon manqué et possède une attitude courageuse. Elle n'est pas considérée comme une fille fragile et sans défenses comme pourrait le laisser penser son titre de princesse. Elle est décrite comme demoiselle énergique et dynamique avec une personnalité extravertie. Elle peut être décrite comme énergique, bruyante, enjouée et confiante. Elle a aussi un côté impertinent, contrairement à Peach, Daisy n’est pas aussi convenable et posée malgré son apparence et son statut de royauté. Dans sa chanson Save Me (With Your Charm) du disque Super Mario Compact Disco, elle rappe avec un accent britannique, bien que lors d'apparences ultérieures, elle utilise l'argot américain et a un tintement dans la voix. Daisy peut aussi être rusée et manipulatrice. Elle utilise ses charmes et son tempérament dur pour obtenir ce qu'elle veut. Dans Mario Party 3, elle flirte avec Étoile Millénaire pour obtenir le timbre de la beauté, et elle balance Bowser vers le ciel quand il se met en travers de son chemin. Dans le manga KC Mario, Daisy est extrêmement maniaque et espiègle. Elle flirte effrontément avec Mario, qui partage son intérêt, au grand dam de Peach, et se montre séduisante et même parfois belliqueuse. Dans Super Mario Strikers et Mario Strikers Charged, sa personnalité est renforcée. Elle se croise les bras et tape du pied avec désapprobation sur ses coéquipières, qui tremblent face à sa colère. Dans Mario Tennis Aces, elle a en grande partie les mêmes traits de personnalité qu’auparavant, bien qu’elle manifeste un manque de confiance en elle après avoir été témoin de la possession par Jeseth de Wario, Waluigi et Luigi, même en pensant qu’ils ne pourraient même pas battre Jeseth en raison de ses pouvoirs. Elle a également fait preuve de bon sens, car elle a immédiatement suspecté que Toad en savait plus sur Jeseth et exigeait qu'il dise la vérité. Elle a ensuite reproché à Wario et à Waluigi d'avoir même envisagé de faire revenir Jeseth. Dans Course à la fortune, la personnalité de Daisy est davantage explorée avec des dialogues entre les personnages. Elle se montre impulsive et excitée, avide de relever de grands défis et d'essayer de nouvelles choses. Comme escalader le colosse et monter dans le train volant à l'observatoire. Elle envisage de devenir une athlète professionnelle lorsqu'elle est chargée de choisir un nouveau métier à l'Abbaye d'Alltrades, et elle répète à plusieurs reprises qu'elle souhaite ramener à la maison des créatures mignonnes comme Yoshi et Slime à avoir comme animaux de compagnie. Daisy est montrée dominatrice et directe avec les autres, taquinant et gênant Luigi quand ses magasins ne sont pas assez grands. Elle dénonce également des ennemis tels que Wario, Waluigi et Bowser, refusant de féliciter leur succès et critiquant leurs magasins, convaincus qu’ils auraient recours à des actes criminels. Le même jeu montre également qu’elle peut se montrer colérique au point de forcer les autres à payer pour elle pour lui permettre d’obtenir un article coûteux à sa demande, sur la base de certains de ses commentaires. Il est également fait allusion dans sa biographie pour Mario Party 3 ainsi que dans ses commentaires à Birdo qu’elle est un peu vaine en ce qui concerne son apparence. Elle est montrée comme optimiste et amicale dans la plupart des titres dérivés et est très appréciée par son entourage.

### Statut et relations
Daisy est la princesse de Sarasaland depuis sa première apparition dans le jeu Super Mario Land. Mais son statut est assez mystérieux. Sa biographie sur le site officiel Play Nintendo indique que Daisy dirige Sarasaland. Si Daisy dirige Sarasaland, elle ne peut être une princesse, elle serait alors la reine ou encore l'impératrice de Sarasaland, son statut variant si on considère Sarasaland comme un royaume ou un empire. Elle dirige également un autre royaume avec sa meilleure amie Peach : le "Sweet Sweet Kingdom" ("Île aux délices" dans la version française) dans le jeu Mario Kart 8 .

#### Famille

##### Père
Seul membre confirmé de la famille de Daisy, le père de la princesse Daisy est le souverain de Sarasaland. Il apparaît dans le film Super Mario Bros., en tant que dirigeant de Dinohattan. Daisy le mentionne brièvement dans Mario Party 3 après avoir déploré sa perte face à son adversaire. Elle a dit qu'elle n'avait jamais perdu contre son père. Le père de Daisy est vu dans le manga Kodansha Deluxe Mario.

#### Amis

##### Mario
Sa relation avec Mario est assez mystérieuse. Lors de sa première apparition dans Super Mario Land, Daisy est officiellement décrite comme étant amoureuse de lui. Cependant, lorsqu'elle réapparaît plus tard dans Mario Tennis, les sentiments amoureux qui les unissaient semblent avoir totalement disparu, et elle a finalement choisi Luigi. Aujourd'hui on parle d'eux comme d'amis, ou bien même de rivaux. En effet, dans Course à la Fortune, Daisy montre son désir de vouloir surpasser Mario. Daisy serait donc admirative de ses aventures et de ses capacités. Notons tout de même qu'aucune animosité ne semble être présente entre les deux personnages et que cette rivalité serait donc plus amicale qu'autre chose. Daisy et Mario sont amis biens que leur relation reste ambiguë. Après que Mario a sauvé Daisy de Tatanga dans le jeu Super Mario Land, elle lui a donné un baiser. Elle est décrite officiellement comme étant amoureuse de lui. Mais depuis lors, Mario et Daisy n’ont montré aucune interaction amoureuse jusqu’aux jeux Mario Party 5, Mario Party 6 et la version japonaise de Mario Party 8, où le nom d’équipe de Daisy et Mario est "Nice Couple" (Beau couple") lorsqu’ils sont jumelés, alors qu’ils ne partagent pas la même alchimie dans d'autres jeux. Dans Mario Tennis Aces, elle a proposé de venir avec Mario pour l’aider à sauver Luigi. Elle le complimente même à la fin du mode aventure quand Mario finit par battre le principal antagoniste. Lors d'un événement officiel dans un Nintendo World Store en 2013, les fans ont pu parler à Mario par chat vidéo en direct sous la voix de Charles Martinet, la voix officielle de Mario et Luigi. Quand on lui a demandé "Si vous étiez coincé sur une île, quelles sont les trois choses que vous voudriez apporter avec vous?" Mario a dit "Princesse Peach, Luigi et Princesse Daisy." Dans la série manga de Kodansha Deluxe Mario, Daisy a des sentiments pour Mario. Les sentiments de Daisy pour Mario entraînent une rivalité entre elle et Peach. Daisy semble également avoir le béguin pour Mario dans un volume de Super Mario-Kun, où Peach s’avère être jalouse. Dans Super Mario Compact Disco, plusieurs indices indiquent que Daisy et Mario partagent un intérêt romantique l'un pour l'autre. Un exemple de ceci étant les paroles de la chanson de Daisy, Save Me (With Your Charm).

##### Luigi
Daisy est très proche de Luigi. Ce sont de très bons amis et ils partagent également des sentiments. Dans NES Open Tournament Golf, Daisy est considérée comme le cadet de Luigi et Mario Golf: Toadstool Tour montre Daisy et Luigi au golf aux côtés de Peach et Mario. Dans sa scène de victoire de Mario Power Tennis, Daisy dit « Merci, chéri » à Luigi, et il reste bouche bée devant ses prouesses en matière de patinage. L'une des références les plus connues à leur relation se trouve dans Mario Kart Wii, où se trouve une statue dorée géante sur le circuit Daisy, qui montre Daisy et Luigi qui dansent ensemble. La même statue les représentant en version bébé les montre en train de danser. Un trophée du jeu Super Smash Bros. Melee, possède une description qui suggère une relation amoureuse entre Luigi et Daisy. Le jeu Super Smash Bros. for Wii U possède même un trophée qui dévoile les sentiments qu'éprouve Luigi envers Daisy. Les noms de leurs équipes de la série Mario Party montre qu'il pourrait y avoir une relation amoureuse entre eux. Dans Course à la fortune, Daisy a l'air dure avec Luigi lorsqu'elle atterrit dans un magasin bon marché. Elle dit qu'elle se sent déçue et pense qu'il est capable de faire mieux. Quand Luigi est proche de la victoire, elle tente de convaincre Luigi de la laisser gagner après ce qu'ils ont vécu ensemble. Quand Daisy est proche de la victoire, Luigi lui dit qu'elle est une source d'inspiration pour tous. Et quand Daisy veut échanger des magasins avec Luigi, elle lui dit qu'elle ne peut faire confiance qu'à lui seul. Daisy et Luigi se promènent ensemble dans Mario Party: Island Tour. Le guide officiel de Mario Party 4 indique que Luigi a le béguin pour Daisy. Dans Mario Tennis Aces, Daisy s’inquiète pour Luigi quand il disparaît avec Wario et Waluigi après avoir été corrompu par Jeseth, demandant à Mario de le sauver.

##### Peach
La meilleure amie de la Princesse Daisy est la Princesse Peach. Depuis la première fois où elles interagissent, dans Mario Tennis sur la Nintendo 64, Daisy et Peach s'entendent très bien. Elles sont partenaires dans la plupart des jeux qui peuvent se jouer en duo, notamment dans Mario: Kart Double Dash !! ou encore Mario Party 7. Dans le jeu Mario Golf: Toadstool Tour, Daisy et Peach sont des partenaires par défaut. Dans Course à la fortune, Daisy encourage Peach quand celle-ci va gagner. Daisy et Peach ont également quelques noms d’équipes dans la série Mario Party quand elles sont jumelées, comme dans Mario Party 5 et Mario Party 6, dans Mario Party 8 ou encore dans le jeu Mario Party DS. Les cinématiques des jeux issus de la série Mario & Sonic aux Jeux Olympiques montre que Daisy et Peach sont très proches. Elles possèdent toutes les deux une chaine de pâtisserie dans Mario Kart 8, appelée "Peach & Daisy Royal Patisserie". Même s'il leur arrive d'être rivales dans certains jeux, comme dans Mario Strikers Charged, cela reste purement amical et Daisy et Peach restent les meilleures amies.

##### Birdo
Birdo semble être une bonne amie de Daisy. Dans Course à la fortune, Daisy s'entend bien avec elle. Dans Mario Super Sluggers ou encore dans Mario Party 8, leur nom d'équipe montre qu'elles sont de bonnes amies. Dans Mario Tennis, Birdo est le partenaire de Daisy en double.

##### Yoshi
Daisy et Yoshi semblent bien s'entendre. Dans Mario Party DS, le nom d’équipe de Daisy et Yoshi montre qu'ils sont amis. Yoshi a une bonne alchimie avec Bébé Daisy dans Mario Super Sluggers et a une alchimie neutre avec Daisy adulte. Dans ce même jeu, Daisy et Yoshi discutent et regardent ensemble un feu d’artifice dans la cinématique de fin du mode histoire. 

##### Toad
Daisy et Toad semblent être de bons amis. Dans Course à la fortune, si Daisy atterrit dans l’un des magasins à bas prix de Toad, elle complimente le magasin en lui disant qu’il est simple et modeste comme Toad. L'écran de fin de Mario Kart: Double Dash !! montre Daisy et Toad en train de se parler. Dans Mario Super Sluggers, Daisy est transformée en une statue dans le mode Challenge du jeu. Au départ, Toad ne veut pas donner Daisy au joueur, craignant qu'ils ne la lâchent et qu'elle se brise en plusieurs morceaux. La fin de Mario Super Sluggers montre également Daisy et Toad avec Yoshi en train de regarder le feu d'artifice. De plus, Daisy et Toad peuvent également être vus ensemble sur les illustrations pour Mario Party: Island Tour.

##### Toadette
Daisy et Toadette semblent être des amies puisque le nom de leur équipe implique qu'elle s'entendent bien dans Mario Party 6. Dans l'écran de fin de Mario Kart Wii, Daisy regarde Toad et Toadette. Dans la cinématique d’introduction de Super Mario Wonder, Daisy empêche Toadette de tomber en la rattrapant, et les 2 personnages semblent bien s’entendre.

#### Ennemis

##### Tatanga
Tatanga est un extra-terrestre qui a envahi Sarasaland. Pendant les événements de Super Mario Land, Tatanga s'empare de la princesse Daisy, la princesse de Sarasaland, et ordonne à ses armées de garder les quatre royaumes du pays. Tatanga est également le premier méchant extraterrestre principal à apparaître dans la franchise Mario.

##### Bowser
Daisy ne s'entend pas avec Bowser et le considère comme un ennemi. Avec une force surprenante, elle le frappe et l'envoie vers le ciel sans hésitation ni regret dans Mario Party 3 et le décrit comme un inadapté dans Mario et Sonic aux Jeux olympiques d'hiver après sa défaite avec Eggman dans le mode aventure. Elle partage également une alchimie négative avec Bowser dans Mario Superstar Baseball. Dans Course à la fortune, Daisy ne voit aucune menace en Bowser et ne l'estime pas. Si Bowser est sur le point de gagner le match, Daisy dit qu'elle refuse de féliciter Bowser "peu importe à quel point il a été génial". De même, Bowser rabaisse les efforts de Daisy, la considérant comme inférieure à Peach dans le même jeu. Dans le jeu Mario Tennis Aces, elle indique que l’une des principales raisons pour lesquelles elle déteste Bowser est qu’il est disposé à créer des situations ou des crises qui ne font que s'aggraver, juste pour satisfaire son désir égoïste de régler sa rivalité avec Mario.

## Réception
Le site TheGamer déclare que Daisy est "un super personnage" et qu'elle est "héroïque". Le site Screw Attack place Daisy à la deuxième position dans son top des "10 personnages Mario". Le site Game Daily classe Daisy dans son top des "10 personnages Nintendo qui méritent leur propre jeu" à la 9ème place. Destructoid affirme que Daisy est "la meilleure princesse".
Daisy est en revanche critiquée par certains médias. IGN note le personnage et lui donne 4 sur 10. Elle apparait dans le classement des "5 princesses irritantes" du site The Escapist. Le site 1UP désapprouve le personnage de Bébé Daisy dans Mario Kart Wii.
Daisy reçoit un avis très favorable de la part du public. Un vote sur le site TheTopsTens listant les "meilleures personnages féminin de la franchise Mario" la classe 3ème sur 42. Sur le même site, un autre vote a été conduit listant Daisy dans le top des "10 meilleures filles des jeux vidéos", où elle apparait 4ème sur 217. Un autre vote sur le site TheTopsTens classant les "meilleurs personnages Mario" la liste 17ème sur 231. Dans son classement par vote ouvert, le site Ranker liste Daisy dans son top des "meilleurs personnages féminins des jeux vidéos" à la 110ème place sur 240. Dans un autre classement par vote, le Ranker liste Daisy dans son top des "meilleurs personnages sur Wii U" où elle apparait 12ème sur 22. Dans un autre top du Ranker avec vote ouvert au public, Daisy est listé dans la catégorie "meilleures princesses fictives" où elle est 32ème sur 70.

## Voix et doublage
Jessica Chisum double Daisy dans Mario Tennis pour la Nintendo 64.
Jen Taylor double Daisy dans Mario Party 3, Mario Party 4 et Mario Party 5 ; la plupart des clips vocaux MP4 changent de hauteur par rapport à ceux utilisés en MP3 et sont réutilisés pour MP5.
Deanna Mustard double Daisy dans la plupart des séries de Mario à partir de Mario Golf: Toadstool Tour de 2003 jusqu'à Mario Strikers: Battle League en 2022.
Giselle Fernandez est la nouvelle voix de Daisy depuis Super Mario Bros. Wonder.
Samantha Mathis double Daisy dans le film Super Mario Bros. de 1993. Daisy apparaît en tant que protagoniste.
Melissa Beckford double Daisy dans la chanson Save Me (With Your Charm), interprétée par Daisy provenant de l'album Super Mario Compact Disco.

## Apparitions
| 1989 | Super Mario Land                                          | Non jouable                       | Game Boy                      |
| 1991 | NES Open Tournament Golf                                  | Non jouable                       | Nintendo Entertainment System |
| 1991 | Super Mario Bros. Print World                             | Non jouable (Artwork)             | MS-DOS                        |
| 2000 | Mario Tennis                                              | Jouable                           | Nintendo 64                   |
| 2000 | Mario Tennis                                              | Non jouable                       | Game Boy Color                |
| 2000 | Mario Party 3                                             | Jouable                           | Nintendo 64                   |
| 2001 | Super Smash Bros. Melee                                   | Non jouable (Trophée)             | GameCube                      |
| 2002 | Mario Party 4                                             | Jouable                           | GameCube                      |
| 2003 | Mario Party-e                                             | Jouable                           | e-Reader                      |
| 2003 | Mario Golf: Toadstool Tour                                | Jouable                           | GameCube                      |
| 2003 | Mario Kart: Double Dash!!                                 | Jouable                           | GameCube                      |
| 2003 | Mario Party 5                                             | Jouable                           | GameCube                      |
| 2004 | Mario Power Tennis                                        | Jouable                           | GameCube                      |
| 2004 | Mario Party 6                                             | Jouable                           | GameCube                      |
| 2005 | Yakuman DS (en)                                           | Jouable                           | Nintendo DS                   |
| 2005 | Mario Superstar Baseball                                  | Jouable                           | GameCube                      |
| 2005 | Mario Kart Arcade GP                                      | Non jouable (Cameo)               | Arcade                        |
| 2005 | Mario Party 7                                             | Jouable                           | GameCube                      |
| 2005 | Mario Kart DS                                             | Jouable                           | Nintendo DS                   |
| 2005 | Super Mario Strikers                                      | Jouable                           | GameCube                      |
| 2006 | Mario Hoops 3-on-3                                        | Jouable                           | Nintendo DS                   |
| 2007 | Mario Kart Arcade GP 2                                    | Non jouable (Cameo)               | Arcade                        |
| 2007 | Mario Strikers Charged                                    | Jouable                           | Wii                           |
| 2007 | Mario Party 8                                             | Jouable                           | Wii                           |
| 2007 | Itadaki Street DS                                         | Jouable                           | Nintendo DS                   |
| 2007 | Mario et Sonic aux Jeux Olympiques                        | Jouable                           | Wii                           |
| 2007 | Mario Party DS                                            | Jouable                           | Nintendo DS                   |
| 2008 | Mario et Sonic aux Jeux Olympiques                        | Jouable                           | Nintendo DS                   |
| 2008 | Super Smash Bros. Brawl                                   | Non jouable (Trophée, Stickers)   | Wii                           |
| 2008 | Mario Kart Wii                                            | Jouable                           | Wii                           |
| 2008 | Mario Super Sluggers                                      | Jouable                           | Wii                           |
| 2009 | Mario et Sonic aux Jeux Olympiques d'hiver                | Jouable                           | Wii, Nintendo DS              |
| 2010 | Mario Sports Mix                                          | Jouable                           | Wii                           |
| 2011 | Mario et Sonic aux Jeux Olympiques de Londres 2012        | Jouable                           | Wii                           |
| 2011 | Fortune Street                                            | Jouable                           | Wii                           |
| 2011 | Mario Kart 7                                              | Jouable                           | Nintendo 3DS                  |
| 2012 | Mario et Sonic aux Jeux olympiques de Londres 2012        | Jouable                           | Nintendo 3DS                  |
| 2012 | Mario Party 9                                             | Jouable                           | Wii                           |
| 2012 | Mario Tennis Open                                         | Jouable                           | Nintendo 3DS                  |
| 2013 | Mario Kart Arcade GP DX                                   | Jouable                           | Arcade                        |
| 2013 | Mario et Sonic aux Jeux olympiques d'hiver de Sotchi 2014 | Jouable                           | Wii U                         |
| 2013 | Mario Party: Island Tour                                  | Jouable                           | Nintendo 3DS                  |
| 2014 | Mario Golf: World Tour                                    | Jouable                           | Nintendo 3DS                  |
| 2014 | Mario Kart 8                                              | Jouable                           | Wii U                         |
| 2014 | Super Smash Bros. for Nintendo 3DS                        | Non jouable (Trophée)             | Nintendo 3DS                  |
| 2014 | Super Smash Bros. for Wii U                               | Non jouable (Trophées)            | Wii U                         |
| 2015 | Mario Party 10                                            | Jouable                           | Wii U                         |
| 2015 | Mario Tennis: Ultra Smash                                 | Jouable                           | Wii U                         |
| 2015 | Mario & Luigi: Paper Jam                                  | Non jouable (Carte de combat)     | Nintendo 3DS                  |
| 2015 | Super Mario Maker                                         | Jouable (Costume Mario)           | Wii U                         |
| 2016 | Mario et Sonic aux Jeux Olympiques de Rio 2016            | Jouable                           | Nintendo 3DS, Wii U           |
| 2016 | Mario Party: Star Rush                                    | Jouable                           | Nintendo 3DS                  |
| 2017 | Mario Sports Superstars                                   | Jouable                           |                               |
| 2017 | Mario Kart 8 Deluxe                                       | Jouable                           | Nintendo Switch               |
| 2017 | Super Mario Run                                           | Jouable                           | iOS, Android                  |
| 2017 | Mario Party: The Top 100                                  | Jouable                           | Nintendo 3DS                  |
| 2018 | Mario Tennis Aces                                         | Jouable                           | Nintendo Switch               |
| 2018 | Super Mario Party                                         | Jouable                           | Nintendo Switch               |
| 2018 | Super Smash Bros. Ultimate                                | Jouable                           | Nintendo Switch               |
| 2019 | Dr. Mario World                                           | Jouable                           | iOS, Android                  |
| 2019 | Mario Kart Tour                                           | Jouable                           | iOS, Android                  |
| 2019 | Mario et Sonic aux Jeux Olympiques de Tokyo 2020          | Jouable                           | Nintendo Switch               |
| 2021 | Mario Golf: Super Rush                                    | Jouable                           | Nintendo Switch               |
| 2021 | Mario Party Superstars                                    | Jouable                           | Nintendo Switch               |
| 2022 | Mario Strikers Battle League Football                     | Jouable (depuis la version 1.1.0) | Nintendo Switch               |
| 2023 | Super Mario Bros. Wonder                                  | Jouable                           | Nintendo Switch               |
| 2024 | Super Mario Party Jamboree                                | Jouable                           | Nintendo Switch               |
| 2025 | Mario Kart World                                          | Jouable                           | Nintendo Switch 2             |